# Henrik Ripszám
Henrik Ripszám (ur. 1 lutego 1889 w Bóly, zm. 9 grudnia 1976 w Ockley) – węgierski lekkoatleta specjalizujący się chodzie sportowym i biegach długodystansowych, uczestnik igrzysk olimpijskich.
Henrik Ripszám był synem lekkoatlety i przewodnika Henrika Ripszáma Seniora. Ze względu na ojca od wczesnych lat trenował i startował w zawodach w chodzie sportowym, biegach na orientację i biegach długodystansowych. Jednocześnie uczęszczał do wielu szkół plastycznych, by ostatecznie rozpocząć studia malarskie w budapesztańskiej akademii. W 1912 roku był już znanym artystą na światowej scenie artystycznej oraz był mistrzem kraju w chodzie na trzydzieści kilometrów, co stanowiło dla Węgra przepustkę do startu na V Letnich Igrzyskach Olimpijskich w Sztokholmie. W chodzie na dziesięć kilometrów zajął ósme miejsce w swoim starcie eliminacyjnym i odpadł z dalszej rywalizacji, zaś start w maratonie zakończył schodząc z trasy (jak wielu innych zawodników) z powodu upalnej pogody.
Ripszám służył w armii austro-węgierskiej podczas I wojny światowej. Walczył na foncie wschodnim, gdzie został schwytany w 1915 roku i pozostał w obozie do końca wojny. Po wojnie powrócił do kraju gdzie powrócił do startów w biegach na orientację. Pomógł także zaprojektować pierwszy węgierski znaczek pocztowy nawiązujący do sportu, którego sprzedaż miała wspomóc finansowanie ekipy węgierskiej na igrzyskach w Paryżu. Działania Ripszáma zakończyły się sukcesem, a zebrane środki umożliwiły start węgierskich lekkoatletów we Francji. W 1926 roku wyemigrował do Szwecji, a później do Wielkiej Brytanii, gdzie poświęcił się malarstwu i rzeźbie. Wiele z jego prac zostało zniszczonych podczas bombardowań w czasie II wojny światowej. Jego imię noszą coroczne biegi na orientacje rozgrywane na Węgrzech i w brytyjskim Ockley.